# Arctia uralensis
Arctia uralensis là một loài bướm đêm thuộc phân họ Arctiinae, họ Erebidae.